# سيسيل بورغس
سيسيل بورغس هو مهندس معماري كندي، ولد في 8 يوليو 1888 في Walkden ‏ في المملكة المتحدة، وتوفي في 23 يوليو 1956 في أوتاوا في كندا.